# Mariage au Vietnam
Le mariage au Viêt Nam est l'institution qui permet à deux personnes de s'unir pour vivre en commun et fonder une famille.
Si autrefois le mariage vietnamien (lễ cưới en vietnamien) relevait plus de l’union forcée que de l’amour, la pratique du mariage arrangé s’est très largement raréfiée aujourd’hui. Seules quelques familles rurales continuent de choisir le partenaire de leur enfant.
L’âge du mariage recule également fortement depuis la fin du XXe siècle. Ainsi les jeunes femmes dans les régions rurales qui pouvaient par le passé se marier dès 13 ans, se marient désormais plutôt aux alentours de 20 ans. De même, dans les villes, cet âge recule de plus en plus à cause des études plus longues et des nouvelles priorités des jeunes vietnamiens, davantage tournés vers la réussite professionnelle ou la réalisation de soi.

## Histoire
Dès le début du XXe siècle, les parents commencent à consulter leur enfant avant de le marier. Il est important de le noter, bien qu’un refus ne soit alors pas forcément synonyme d’abandon du mariage. Selon certains auteurs, ce début de changement intrinsèque au mariage aurait surgi dès les années 1920. L’une des raisons possibles à cette évolution serait la présence européenne et son influence notamment sur les élites urbaines et leurs idées, dont celle des conditions de l’union.  
Par la suite, le mariage change de cap en 1959, de par la « Loi sur le mariage et la famille » qui interdit le mariage arrangé par les parents ainsi que la polygamie, et institue la famille « conjugale monogame et égalitaire ». 
De même, la manière de rencontrer son conjoint a largement évolué, passant d’une rencontre officielle par la famille ou par un membre proche de la famille, à une rencontre souvent provoquée par un ami. 

## Déroulement de la cérémonie

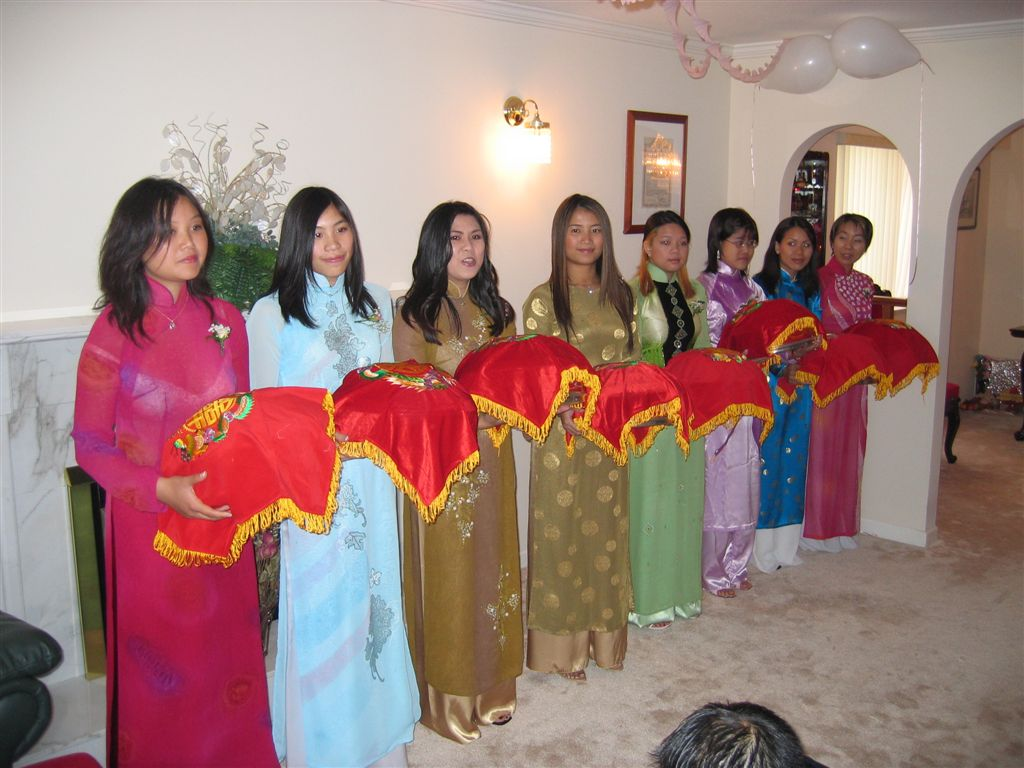
Remise des cadeaux (couverts d'un tissu rouge) par la famille du futur marié à celle de la mariée, lors d'une cérémonie traditionnelle vietnamienne.

Au XXIe siècle, la cérémonie du mariage possède encore un rôle social très important au Vietnam, ce qui explique les grandes sommes souvent investies dans ces évènements, parfois menant même à l’endettement des familles. Le mariage est considéré comme l’évènement clé dans la vie d’un(e) Vietnamien(ne).
En ce qui concerne le déroulement de la cérémonie traditionnelle, le jour du mariage, la famille du jeune homme se rend au domicile de la jeune femme afin d’apporter des cadeaux qui s’apparentent à des offrandes : du vin, du thé, des gâteaux, des fruits, des noix d’arec…Les deux cadeaux par excellence sont les feuilles de bétel roulées avec de la chaux et les noix d’arec.
On offre ensuite des tasses de vin aux parents de la mariée. Par la suite, entre la mariée, vêtue traditionnellement de rouge, voire d’un Áo dài rouge, longue robe-tunique traditionnelle. Les futurs mariés s’agenouillent devant l’autel des ancêtres, pour demander leur permission quant à leur union, puis s’échangent les anneaux et reçoivent des familles des cadeaux et bijoux précieux.
De nos jours, de plus en plus de mariages sont désormais réalisés dans des temples ou églises bien qu’ils restent très souvent précédés d’une cérémonie traditionnelle chez les parents de la jeune femme. La fête se poursuit ensuite lors d’un grand repas, parfois dans de grands hôtels spécialisés, durant lequel les invités offrent traditionnellement de l’argent aux jeunes époux.